# Crella pulvinar
Crella pulvinar är en svampdjursart som först beskrevs av Schmidt 1868.  Crella pulvinar ingår i släktet Crella och familjen Crellidae.
Artens utbredningsområde är Algeriet. Inga underarter finns listade i Catalogue of Life.